# 菲律宾公告牌
菲律宾公告牌 （英語：billboardPH），是美國《告示牌》雜誌和菲律宾的Algo-Rhythm Communications聯合營運的菲律宾音樂排行榜系列。它于2016年7月开始宣布，并于2016年9月15日开始运作。
2017年6月12日，该榜单开始运作单曲榜，第一首冠军单曲为红发艾德的你的样子所有榜单于每周一更新。
菲律宾公告牌 于2018年1月15日停运，其最后一首冠军单曲为红发艾德的完美无瑕。

## 榜单
- 菲律宾百强单曲榜：计算国内及国际单曲播放量。
- 菲律宾二十强单曲榜：计算国内单曲播放量。
- 经典单曲榜：计算超过三年的国内单曲。
- 二十强社交榜：计算网路红人关注量。
- 韩国流行音乐五强榜：计算韩国流行音乐单曲播放量。